# ATP de Seul
O ATP de Seul – ou Eugene Korea Open Tennis Championships, na última edição – foi um torneio de tênis profissional masculino, de categoria ATP 250.
Realizado em Seul, capital da Coreia do Sul, estreou em 1987, teve um hiato de 26 anos e voltou em 2022, com licença de uma edição, que não foi renovada. Os jogos eram disputados em quadras duras durante o mês de setembro.

## Finais

### Simples
| Ano                                     | Campeão            | Vice-campeão     | Resultado      |
| --------------------------------------- | ------------------ | ---------------- | -------------- |
| 2022                                    | Yoshihito Nishioka | Denis Shapovalov | 6–4, 7–65      |
| Torneio não realizado entre 2021 e 1997 |                    |                  |                |
| 1996                                    | Byron Black        | Martin Damm      | 7–63, 6–3      |
| 1995                                    | Greg Rusedski      | Lars Rehmann     | 6–4, 3–1, ab.  |
| 1994                                    | Jeremy Bates       | Jorn Renzenbrink | 6–4, 66–7, 6–3 |
| 1993                                    | Chuck Adams        | Todd Woodbridge  | 6–4, 6–4       |
| 1992                                    | Suzo Matsuoka      | Todd Woodbridge  | 6–3, 4–6, 7–5  |
| 1991                                    | Patrick Baur       | Jeff Tarango     | 6–4, 1–6, 7–65 |
| 1990                                    | Alex Antonitsch    | Pat Cash         | 7–6, 6–3       |
| 1989                                    | Robert Van't Hof   | Brad Drewett     | 7–5, 6–4       |
| 1988                                    | Dan Goldie         | Andrew Castle    | 6–3, 6–7, 6–0  |
| 1987                                    | Jim Grabb          | Andre Agassi     | 1–6, 6–4, 6–2  |

### Duplas
| Ano                                     | Campeões                        | Vice-campeões                                | Resultado     |
| --------------------------------------- | ------------------------------- | -------------------------------------------- | ------------- |
| 2022                                    | Raven Klaasen Nathaniel Lammons | Nicolás Barrientos Miguel Ángel Reyes-Varela | 6–1, 7–5      |
| Torneio não realizado entre 2021 e 1997 |                                 |                                              |               |
| 1996                                    | Rick Leach Jonathan Stark       | Kent Kinnear Kevin Ullyett                   | 6–4, 6–4      |
| 1995                                    | Sébastien Lareau Jeff Tarango   | Joshua Eagle Andrew Florent                  | 6–3, 6–2      |
| 1994                                    | Stephane Simian Kenny Thorne    | Kent Kinnear Sébastien Lareau                | 6–4, 3–6, 7–5 |
| 1993                                    | Jan Apell Peter Nyborg          | Neil Broad Gary Muller                       | 5–7, 7–5, 6–2 |
| 1992                                    | Kevin Curren Gary Muller        | Kelly Evernden Brad Pearce                   | 7–6, 6–4      |
| 1991                                    | Alex Antonitsch Gilad Bloom     | Kent Kinnear Sven Salumaa                    | 7–6, 6–1      |
| 1990                                    | Grant Connell Glenn Michibata   | Jason Stoltenberg Todd Woodbridge            | 7–6, 6–4      |
| 1989                                    | Scott Davis Paul Wekesa         | John Letts Bruce Man-Son-Hing                | 6–2, 6–4      |
| 1988                                    | Andrew Castle Roberto Saad      | Gary Donnelly Jim Grabb                      | 6–7, 6–4, 7–6 |
| 1987                                    | Eric Korita Mike Leach          | Ken Flach Jim Grabb                          | 6–7, 6–1, 7–5 |